# Aoi Nakamura
Aoi Nakamura (中村蒼, Nakamura Aoi), né le 4 mars 1991 à Fukuoka, est un acteur japonais, notamment connu pour avoir tenu le rôle principal dans Paranormal Activity: Tokyo Night.

## Filmographie sélective

### Cinéma
- 2010 : Paranormal Activity: Tokyo Night (パラノーマル・アクティビティ 第2章 TOKYO NIGHT, Paranōmaru akutibiti dai ni shō: Tōkyō naito?) de Toshikazu Nagae
- 2015 : Haruko's Paranormal Laboratory (春子超常現象研究所, Haruko chōjō genshō kenkyūjo?) de Lisa Takeba
- 2018 : Soratobu taiya (空飛ぶタイヤ?) de Katsuhide Motoki

### Télévision
- 2019 : My Husband Won't Fit (série Netflix de 10 épisodes)